# Lidköping norra
Lidköping norra är en av SCB avgränsad och namnsatt tätort norr om Lidköping i Lidköpings kommun, som omfattar bostadsområdet Stenhammar. Fram till 2015 räknades området av SCB som en del av tätorten Lidköping, men från 2015 som en egen tätort.
| Befolkningsutvecklingen i Lidköping norra 2015–2020  | Befolkningsutvecklingen i Lidköping norra 2015–2020 | Befolkningsutvecklingen i Lidköping norra 2015–2020 | Befolkningsutvecklingen i Lidköping norra 2015–2020 | Befolkningsutvecklingen i Lidköping norra 2015–2020 |
| ---------------------------------------------------- | --------------------------------------------------- | --------------------------------------------------- | --------------------------------------------------- | --------------------------------------------------- |
|                                                      |                                                     |                                                     |                                                     |                                                     |
| År                                                   |                                                     |                                                     | Folkmängd                                           | Areal (ha)                                          |
| 2015                                                 | 2015                                                |                                                     | 3 819                                               | 356                                                 |
| 2020                                                 | 2020                                                |                                                     | 4 370                                               | 443                                                 |
| Anm.: Ny tätort 2015, utbruten ur tätorten Lidköping |                                                     |                                                     |                                                     |                                                     |